# جملة فعلية
الجملة الفعلية هي الجملة التي تبدأ بالفعل بأحد أنواعه الثلاثة الماضي والمضارع والأمر. عادة ما تتكون الجملة الفعلية من فعل فاعل مفعول به في الجملة المتعدية التي تحتاج مفعول به لإتمام المعنى. وفعل وفاعل فقط في الجملة اللازمة. الجملة الفعلية هي فقط فعل وفاعل أو فعل ونائب فاعل.

## أمثلة
- أكل (فعل) الأرنب (فاعل) التفاحة (مفعول به).
- كُسِرَ (فعل مبني للمجهول) الزجاج (نائب فاعل).

## فعل مفعول به فاعل
فعل مفعول به فاعل صنف من اللغات يتميز بتركيبة صرفية يتصدر فيها الفعل الجملة ثم يليه المتمم أو المفعول به وأخيرا يحل الفاعل في ختام الجملة.
ومن هذه اللغات:
- اللغة العربية
- اللغة الفيجية
- مالاجاش وهي اللغة المحلية بجزيرة مدغشقر
- لغة شيبوشي أو وببساطة بوشي وهي اللغة المحلية بجزيرة الموت (جزيرة مايوطه) القمرية.

## مثال عن جملة بلغة من صنف فعل وفاعل ومفعول به
في العربية
﴿إنما يخشى اللهَ من عباده العلماءُ﴾
- يخشى: فعل
- لفظ الجلالة (اللهَ): مفعول به
- العلماء: فاعل

في الفيجية
E rai (1) na no-dra (2) vale (3) na gone (4 (يرى الطفل منزله)
1. وتعني يرى أي انه الفعل
2. وهو الضمير المتصل والذي يعادل ه باللغة العربية أي لنسبة المنزل لصاحبه.
3. وتعني المنزل وهو المفعول به.
4. وتعني الطفل وهو الفاعل القائم بالفعل